# Ammodramus
Az Ammodramus a madarak osztályának verébalakúak (Passeriformes) rendjébe és a sármányfélék (Emberizidae) családjába tartozó nem.

## Rendszerezés
A nembe az alábbi 3 faj tartozik:
- szöcske verébsármány (Ammodramus savannarum)
- fürjsármány (Ammodramus humeralis)
- sárgaarcú verébsármány (Ammodramus aurifrons)